# Tlancze-Tamak
Tlancze-Tamak (ros. Тлянче-Тамак) – wieś (sieło) w Rosji, w Tatarstanie, w rejonie tukajewskim. W 2010 liczyła 1241 mieszkańców.